# Sport cu minge

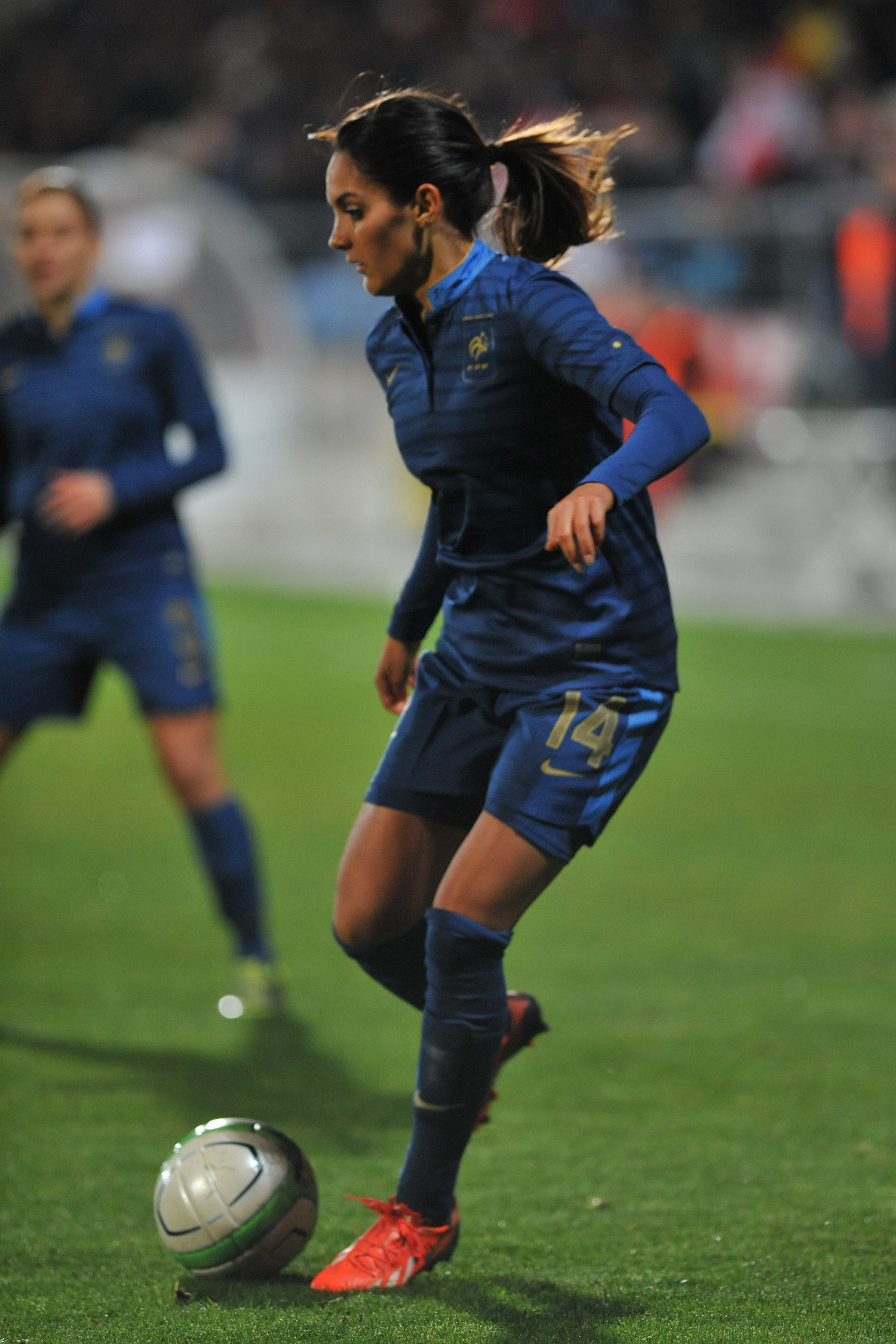
Sport cu minge

Un sport cu minge este orice sport care are ca „instrument” de bază o minge, care in funcție de sportul la care este folosita diferă ca formă, mărime și material (unele sunt umplute cu aer iar altele nu).
Aceste sporturi sunt cât se poate de variate:
- Baschet
- Baseball
- Bowling
- Crichet
- Fotbal
- Futsal
- Golf
- Handbal
- Hochei pe gheață
- Korfball
- Oină
- Polo pe apă
- Rugby
- Volei